# Інженерна бухта
Інжене́рна бухта (крим. İnjenerlik körfezi) — бухта на північному березі Севастопольської бухти, розташована на схід від Північної та на захід від Докової. В бухту впадає однойменна балка.

## Історія
У 1845 році на Інженерному мисі завершилося будівництво 4-ї берегової батареї. Під час Кримської війни тут працював військовий шпиталь. В цьому шпиталю помер адмірал Павло Нахімов.
Сюди привозили тіла загиблих для поховання на Братському кладовищі, що розташовано поруч.
Назву вона отримала наприкінці XIX століття після закінчення будівництва пристані інженерного відомства. До цього її називали Куриною: після окупації південної частини Севастополя англо-французькими військами в районі цієї бухти селилися севастопольці, які не захотіли перебиратися в глиб Криму. Вони будували тут будинки і, звичайно, вели домашнє господарство, зокрема розводили курей. Так і виникла назва бухти.
До 2014 року на причалі до входу в бухту швартувались найбільші кораблі ВМСУ: фрегат «Гетьман Сагайдачний», «Костянтин Ольшанський», «Донбас», «Славутич».